# میلدناو
میلدناو (به آلمانی: Mildenau) یک شهر در آلمان است که در ارتسگبیرگسکرایس واقع شده‌است. میلدناو ۳٬۷۴۸ نفر جمعیت دارد.